# Шуляцьке болото (Монастирищенський район)
Шуляцьке болото — гідрологічний заказник місцевого значення в  Монастирищенському районі Черкаської області.

## Опис
Заказник площею 318 га розташовано біля с. Шарнопіль.
Як об'єкт природно-заповідного фонду створено рішенням Черкаського облвиконкому від 28.11.1979 р. № 597. Землекористувач або землевласник, у віданні якого знаходиться заповідний об'єкт — Зарубинецька сільська рада..
Болото є важливим регулятором гідрологічного режиму з типовою рослинністю.